# Radiación térmica
Se denomina radiación térmica o radiación calorífica a la radiación emitida por un cuerpo debido a su temperatura. Esta radiación es radiación electromagnética que se genera por el movimiento térmico de las partículas cargadas que hay en la materia. Todos los cuerpos (salvo uno cuya temperatura fuese de cero absoluto) emiten debido a este efecto radiación electromagnética, siendo su intensidad dependiente de la temperatura y de la longitud de onda considerada. La radiación térmica es uno de los mecanismos fundamentales de la transferencia térmica.
Los cuerpos negros en equilibrio termodinámico emiten radiación térmica. La ley de radiación térmica de Planck describe el espectro de radiación de los cuerpos negros, que depende solo de su temperatura y no de su composición. La ley de Wien da la frecuencia de radiación emitida más probable y la ley de Stefan-Boltzmann da el total de energía emitida por unidad de tiempo y superficie emisora.
A temperatura ambiente los cuerpos emiten en su mayoría radiación infrarroja. A temperaturas más altas, en cambio,  la radiación térmica abarca frecuencias en la región visible del espectro y es posible determinar la temperatura de un cuerpo de acuerdo a su color. La relación entre la temperatura de un cuerpo y el espectro de frecuencias de su radiación emitida se utiliza en los pirómetros.

## Características
La radiación térmica o calorífica consiste en la emisión de ondas electromagnéticas por toda la materia a temperatura mayor que el cero absoluto. Representa la conversión de energía térmica en energía electromagnética. La energía térmica equivale a la energía cinética de los átomos presentes en la materia, que se mueven e interactúan entre ellos. Al estar los átomos compuestos de partículas con carga eléctrica —protones y electrones— su movimiento conlleva una aceleración de las cargas y la generación de campos electromagnéticos y emisión de fotones que transportan la energía fuera del objeto a través de su superficie.
Las características de la radiación térmica dependen de las propiedades de la superficie del objeto de donde emana, como su temperatura, y de su capacidad para absorber y emitir radiación, tal como expresa la ley de Kirchhoff. La radiación no es monocromática, sino que incluye un rango continuo de energías, conocido como espectro característico. La ley de Kirchhoff conlleva que la absorción y emisión sean iguales a una misma longitud de onda. Es decir, aquellos objetos con una capacidad alta para absorber la radiación son también buenos emisores, y viceversa.
Cuando el objeto irradiador se encuentra en equilibrio termodinámico y la superficie presenta una absortividad máxima a todas las longitudes de onda, se denomina un cuerpo negro. Un cuerpo negro es también un emisor perfecto. La radiación térmica emitida por un cuerpo negro se llama radiación de cuerpo negro. La proporción de la emisión de un cuerpo en relación con la de un cuerpo negro se conoce como la emisividad.
La distribución espectral de la radiación de un cuerpo depende de su temperatura; la relación viene dada por la ley de Planck. La longitud de onda a la que el cuerpo emite a una potencia máxima es inversamente proporcional a la temperatura del cuerpo. Esta relación, conocida como ley del desplazamiento de Wien, es la responsable del color con que los seres humanos perciben los objetos a temperatura elevada, como el sol. A temperaturas relativamente más bajas, el pico de emisión se desplaza hacia longitudes de onda más largas, en los rangos infrarrojo y microondas del espectro electromagnético, indetectables a simple vista. Incluso en el caso de las lámparas incandescentes, el pico de emisión se sitúa en el infrarrojo, y solo una pequeña porción de la energía emitida está en el espectro visible, por lo que se las considera fuentes poco eficientes de luz.
La energía total de radiación emitida a todas las longitudes de onda aumenta con la temperatura T como T4. Es decir, cuando un objeto dobla su temperatura, irradia con una potencia 16 veces mayor por unidad de superficie.

## Transferencia térmica
La radiación térmica es uno de los mecanismos principales de transferencia de calor, además de la conducción y de la convección. El intercambio de energía por radiación térmica viene dado por la siguiente ecuación:
{\displaystyle \alpha +\rho +\tau =1.\,}
donde {\displaystyle \alpha \,} representa la componente de absorción, {\displaystyle \rho \,} la reflexión y {\displaystyle \tau \,} la transmisión. Una superficie perfectamente opaca no transmite la radiación incidente ({\displaystyle \tau =0\,} y {\displaystyle \alpha +\rho =1\,}). Por otro lado, un reflector perfecto refleja toda la radiación incidente, es decir, {\displaystyle \rho =1\,} y {\displaystyle \alpha =\tau =0\,}. Para objetos reales, {\displaystyle \alpha \,}, {\displaystyle \rho \,} y {\displaystyle \tau \,} varían con la longitud de onda.
A temperatura ambiente, una persona pierde una cantidad considerable de energía debido a la emisión térmica en el infrarrojo. La emisividad de la piel humana casi llega a la unidad. Con una superficie de alrededor de dos metros cuadrados y una temperatura de unos 307 K, el ser humano medio irradia continuamente unos mil vatios. Parte de esta pérdida se compensa por la absorción de la energía que emiten otros objetos circundantes; en una habitación con paredes, techo, etc. a 296 K, la pérdida neta se reduce a unos cien vatios. Estos cálculos pueden variar si existen variables que alteran la conductividad térmica —por ejemplo, el uso de ropa—.
El cálculo de la transferencia de calor por radiación entre objetos o el medio ambiente en general pasa por la solución de un sistema de ecuaciones algebraicas. Para realizar los cálculos para diferentes condiciones y superficies, se usan factores de forma para describir la configuración geométrica del problema. Estos cálculos son importantes en el diseño de dispositivos para captar la energía solar térmica, de hornos y calentadores y para el trazado de rayos en la síntesis de imágenes por ordenador, entre otras aplicaciones.

### Efectos de superficie
Las superficies blancas y de colores claros absorben menos luz y por lo tanto se calientan menos; sin embargo, el color de una superficie no suele influir mucho en la transferencia de calor entre objetos a temperaturas ambientes normales y sus alrededores, puesto que la mayoría de los objetos presentan una emisividad alta en el infrarrojo lejano, que es la componente espectral predominante de la radiación térmica. Este no es el caso de las superficies metálicas reflectivas, que presentan una emisividad baja tanto en el espectro visible como en el infrarrojo. El aislamiento térmico de multicapas, usado en aeronáutica, es un ejemplo práctico de este efecto.
El efecto invernadero es una consecuencia de la alta transmisividad de ciertos materiales —como el vidrio, o la atmósfera terrestre— para la luz visible emitida por el sol y la mayor opacidad a longitudes de onda en el  infrarrojo emitidas  por objetos a temperatura ambiente o por la tierra en conjunto; esta diferencia causa una acumulación del calor.